# Faro Isla Mocha
El Faro Isla Mocha también llamado Isla Mocha Weste, es un faro perteneciente a la red de faros de Chile. Se ubica en la Isla Mocha, Región del Biobío.